# Triathlon aux Jeux olympiques de la jeunesse
Le triathlon aux Jeux olympiques de la jeunesse, est une épreuve sportive figurant au programme des Jeux olympiques de la jeunesse d'été (JOJ) depuis leur créations en 2010 à Singapour par le Comité international olympique (CIO). Ces jeux sont réservés aux personnes âgées de 17 et 18 ans (en 2010) et 16 et 17 ans (depuis 2014).
L'édition JOJ d'été de 2022 (Dakar - Sénégal) a été reportée à 2026 dans la même ville accueillante, à la suite des conséquences de la pandémie de Covid-19.

## Épreuves
Les épreuves garçons et filles se déroulent sur distance S (sprint). Les concurrents doivent parcourir sans temps de pause (les transitions sont donc essentielles en termes de stratégie de course) des distances sur trois épreuves consécutives :
- Natation : course de 0,75 km de nage après un départ groupé (mass start).
- Cyclisme : les triathlètes enchaînent une course de 20 km de vélo (aspiration-abri autorisé).
- Course à pied : course sur la distance de 5 km.

Les épreuves filles et garçons sont différenciées et se déroulent selon les mêmes règles et sur le même parcours.
Les épreuves de relais mixte se déroulent par équipes constitués de deux garçons et de deux filles rassemblés par continents (plusieurs équipes possibles du même continent), chaque triathlète effectue une distance super-sprint avant de donner son relais :
- Natation : course de 0,25 km de nage
- Cyclisme : les triathlètes enchaînent une course de 7 km de vélo
- Course à pied : course sur la distance de 1,7 km

## Palmarès

### Hommes
| Année | Lieu         | Médaille d'or    | Temps       | Médaille d'argent | Temps       | Médaille de bronze   | Temps       |
| ----- | ------------ | ---------------- | ----------- | ----------------- | ----------- | -------------------- | ----------- |
| 2010  | Singapour    | Aaron Barclay    | 54 min 41 s | Kevin McDowell    | 54 min 55 s | Alois Knabl          | 55 min 4 s  |
| 2014  | Nankin       | Ben Dijkstra     | 54 min 43 s | Daniel Hoy        | 54 min 43 s | Emil Deleuran Hansen | 54 min 49 s |
| 2018  | Buenos Aires | Dylan McCullough | 53 min 27 s | Alexandre Montez  | 53 min 39 s | Alessio Crociani     | 53 min 45 s |

### Femmes
| Année | Lieu         | Médaille d'or    | Temps          | Médaille d'argent | Temps          | Médaille de bronze | Temps          |
| ----- | ------------ | ---------------- | -------------- | ----------------- | -------------- | ------------------ | -------------- |
| 2010  | Singapour    | Yuka Sato        | 1 h 0 min 48 s | Ellie Salthouse   | 1 h 1 min 3 s  | Kelly Whitley      | 1 h 1 min 13 s |
| 2014  | Nankin       | Brittany Dutton  | 59 min 56 s    | Stephanie Jenks   | 1 h 0 min 33 s | Émilie Morier      | 1 h 0 min 55 s |
| 2018  | Buenos Aires | Amber Schlebusch | 58 min 45 s    | Sif Bendix Madsen | 58 min 56 s    | Anja Weber         | 59 min 36 s    |

### Tableau des médailles individuelles
| Rang             | Nation           | Or | Argent | Bronze | Total |
| ---------------- | ---------------- | -- | ------ | ------ | ----- |
| 1                | Nouvelle-Zélande | 2  | 1      |        | 3     |
| 2                | Australie        | 1  | 1      |        | 2     |
| 3                | Afrique du Sud   | 1  |        |        | 1     |
| 3                | Japon            | 1  |        |        | 1     |
| 3                | Royaume-Uni      | 1  |        |        | 1     |
| 6                | États-Unis       |    | 2      | 1      | 3     |
| 7                | Danemark         |    | 1      | 1      | 2     |
| 8                | Portugal         |    | 1      |        | 1     |
| 9                | Autriche         |    |        | 1      | 1     |
| 9                | France           |    |        | 1      | 1     |
| 9                | Italie           |    |        | 1      | 1     |
| 9                | Suisse           |    |        | 1      | 1     |
| Total 12 nations | Total 12 nations | 6  | 6      | 6      | 18    |

### Relais mixte
| Année | Lieu         | Médaille d'or                                                             | Médaille d'argent                                                           | Médaille de bronze                                                                      |
| ----- | ------------ | ------------------------------------------------------------------------- | --------------------------------------------------------------------------- | --------------------------------------------------------------------------------------- |
| 2010  | Singapour    | Europe 1 Eszter Dudás Miguel Valente Fernandes Fanny Beisaron Alois Knabl | Océanie 1 Ellie Salthouse Michael Gosman Maddie Dillon Aaron Barclay        | Amérique 1 Kelly Whitley Kevin McDowell Adriana Barraza Castañeda Lautaro Diaz Sebriano |
| 2014  | Nankin       | Europe 1 Kristin Ranwig Emil Deleuran Hansen Émilie Morier Ben Dijkstra   | Europe 3 Carmen Gomez Cortes Bence Lehmann Sian Rainsley Giulio Soldati     | Océanie 1 Brittany Dutton Daniel Hoy Elizabeth Stannard Jack van Stekelenburg           |
| 2018  | Buenos Aires | Europe 1 Sif Bendix Madsen Alessio Crociani Anja Weber Alexandre Montez   | Océanie 1 Charlotte Derbyshire Dylan McCullough Brea Roderick Joshua Ferris | Europe 3 Marie Horn Henry Graf Émilie Noyer Igor Bellido Mikhailova                     |

### Tableau des médailles en relais mixte
| Rang               | Nation             | Or | Argent | Bronze | Total |
| ------------------ | ------------------ | -- | ------ | ------ | ----- |
| 1                  | Europe             | 3  | 1      | 1      | 5     |
| 2                  | Océanie            |    | 2      | 1      | 3     |
| 3                  | Amérique           |    |        | 1      | 1     |
| Total 3 continents | Total 3 continents | 3  | 3      | 3      | 9     |